# Polymorphus mathevossianae
Polymorphus mathevossianae är en hakmaskart som beskrevs av Petrochenko 1949. Polymorphus mathevossianae ingår i släktet Polymorphus och familjen Polymorphidae. Inga underarter finns listade i Catalogue of Life.